# Lygisaurus abscondita
Lygisaurus abscondita là một loài thằn lằn trong họ Scincidae. Loài này được Worthington-Wilmer, Couper, Amey, Zug & Roberts mô tả khoa học đầu tiên năm 2005.